# 1993-as klasszikus sakkvilágbajnokság
 Ez a cikk a sakkjátszmák algebrai lejegyzését alkalmazza.
Az 1993-as klasszikus sakkvilágbajnokság versenysorozata zónaversenyekből, zónaközi döntőből, a világbajnokjelöltek párosmérkőzéses rendszerű egyenes kieséses versenyéből, valamint a világbajnoki döntőből állt. A döntő a világbajnokjelöltek versenyének döntőjében győztes Nigel Short és a regnáló világbajnok szovjet Garri Kaszparov között zajlott. A mérkőzést Londonban vívták 1993. szeptember 7. – október 21. között. A párosmérkőzést 12½–7½ arányban Garri Kaszparov nyerte, ezzel megvédte világbajnoki címét.
A regnáló hivatalos világbajnok Garri Kaszparov a világbajnoki döntő előtt saját sportszövetséget alapított, a Professzionális Sakkozók Szövetségét (PCA), és annak keretén belül rendezte meg a „klasszikusnak” nevezett világbajnoki döntőt a világbajnokjelöltek versenyének győztesével, az angol Nigel Shorttal.  A FIDE megfosztotta világbajnoki címétől és törölte ranglistájáról Kaszparovot és a PCA-hoz csatlakozó Nigel Shortot, aki a világbajnokjelölti verseny győztese volt. A FIDE-világbajnoki cím megszerzésére a világbajnokjelölti verseny döntőse, Jan Timman és a Nigel Shorttól vereséget szenvedő, elődöntős Anatolij Karpov között írt ki mérkőzést, amelyet Karpov 12½–8½ arányban nyert meg, ezzel megszerezte a FIDE-világbajnoki címet.
1993-tól 2006-ig, az úgynevezett „címegyesítő” mérkőzésig a sakkozásnak két világbajnoka volt: a „klasszikus sakkvilágbajnok” és a „FIDE-sakkvilágbajnok”.

## Az előversenyek
Az előversenyek során 12 zónából került ki az a 64 versenyző, akik 1990-ben Manilában 13 fordulós svájci rendszerű versenyen mérkőztek meg az első 11 helyért, amely a továbbjutást jelentette a világbajnokjelöltek egyenes kieséses párosmérkőzéses szakaszába. A 11 továbbjutóhoz csatlakozott az 1990-es sakkvilágbajnokság világbajnokjelölti versenyének első négy helyezettje: Jan Timman, Artur Juszupov, Jon Speelman és Anatolij Karpov. A párosmérkőzéses szakasz győztese Nigel Short lett, így ő szerzett jogot a világbajnok kihívására.

## A világbajnoki döntő

### A versenyzők
Egymás elleni eredményeik
A világbajnoki döntő előtt 72-szer játszottak egymással, és találkozóik eredménye jelentős Kaszparov-fölényt mutat: 16 alkalommal nyert, míg Short csak 6-szor állt fel győztesként az asztaltól, és érdekes módon csupán 4 alkalommal egyeztek meg döntetlenben. Először 1980-ban, 18 éves korukban találkoztak Dortmundban a junior sakkvilágbajnokságon, amelyet Kaszparov nyert meg, és Short végzett a 2. helyen. Ekkor döntetlenül végződött a játszmájuk. A rapid játszmákat tekintve +10 -3 =0 a győzelmek aránya Kaszparov javára. Két villámjátszmát is játszottak Brüsszelben 1987-ben, amely +1 -1 =0 eredménnyel végződött.
Formájuk
A világbajnoki mérkőzés előtti két évben mindketten hét egyéni nemzetközi versenyen vettek részt. 1991-ben Kaszparov a 2. helyen végzett Vaszil Ivancsuk mögött Linaresben, majd Karpovval holtversenyben 3–4. lett az Euwe-emlékversenyen, amelyet Short nyert meg. Tilburgban 1,5 pont előnnyel végzett az első helyen Short előtt. Az év utolsó versenyén Reggio Emiliában a 2–3. helyet szerezte meg Visuvanádan Ánand mögött. 1992-ben nagy fölénnyel, két pont előnnyel verte a mezőnyt Linaresben, ahol Short csak az utolsó helyen végzett a 14 versenyző közül. Az első helyen végzett Dortmundban, és kiváló teljesítményt nyújtott a manilai sakkolimpián, valamint a Debrecenben rendezett sakkcsapat Európa-bajnokságon. 1993-ban ismét nagy fölénnyel, 1,5 pont előnnyel nyerte a nagyon erős linaresi versenyt.
Nigel Short az előbbiekben ismertetett közös versenyeken kívül 1992-ben Ánanddal holtversenyben az élen végzett a négy erős nagymester kétfordulós tornáján Amszterdamban. Ebben az időszakban Short sikeresen menetelt végig a világbajnokjelöltek versenysorozatán. A zónaközi versenyen Manilában a 3–4. helyen végzett, majd a párosmérkőzéses szakaszban előbb az angol Jon Speelmant győzte le 5,5–4,5-re, majd Borisz Gelfandot 5–3-ra, az elődöntőben Anatolij Karpov fölött diadalmaskodott 6–4-re, végül a döntőben Jan Timman ellen győzött 7,5–5,5-re, és ezekkel az eredményekkel kivívta a jogot, hogy a világbajnoki címért mérkőzhessen Kaszparovval.
Kaszparov 1985. február óta megszakítás nélkül vezette a világranglistát, míg Short éppen csak a legjobb 10 hely környékét foglalta el. Legjobb helyezése egy 5. hely volt, és a világbajnoki mérkőzés kezdetén a 10. helyen állt.

### A mérkőzés körülményei
A párosmérkőzésre London szívében, a Savoy színházban került sor. Azon a környéken, amely az 1800-as években a sakk központjának számított. A mérkőzés legfeljebb 24 játszmából áll, és az nyer, aki előbb éri el a 12,5 pontot. 12–12 esetén Kaszparov megtartja címét. A játszmákban 40 lépést kellett megtenni 2 óra alatt, és minden további 20 lépésre 1 óra állt rendelkezésre. A díjalap 1 700 000 angol font volt (kb. 2 500 000 amerikai dollár), amelynek 5/8-a a győztest illette.

### A párosmérkőzés lefolyása
Az első játszmát rögtön Kaszparov nyerte, és győzelmét megismételte a 3., a 4., a 7. és a 9. játszmában, így a félidőben 8,5–3,5-es állásnál már öt pont előnyt szerzett. Előnyét tovább növelte a 15. játszmában, majd ezt követően Short első és egyben utolsó győzelmét érte el ezen a mérkőzésen a 16. játszmában. A 20. játszmát követően Kaszparov 12,5–7,5 arányú győzelmével megvédte világbajnoki címét, illetve ő lett a Professzionális Sakkozók Szövetsége (PCA) első világbajnoka.

### A játszmánkénti eredmények
| Versenyző       | Ország      | Élő-p. | 1 | 2 | 3 | 4 | 5 | 6 | 7 | 8 | 9 | 10 | 11 | 12 | 13 | 14 | 15 | 16 | 17 | 18 | 19 | 20 | Pont |
| --------------- | ----------- | ------ | - | - | - | - | - | - | - | - | - | -- | -- | -- | -- | -- | -- | -- | -- | -- | -- | -- | ---- |
| Garri Kaszparov | Oroszország | 2815   | 1 | ½ | 1 | 1 | ½ | ½ | 1 | ½ | 1 | ½  | ½  | ½  | ½  | ½  | 1  | 0  | ½  | ½  | ½  | ½  | 12½  |
| Nigel Short     | Anglia      | 2665   | 0 | ½ | 0 | 0 | ½ | ½ | 0 | ½ | 0 | ½  | ½  | ½  | ½  | ½  | 0  | 1  | ½  | ½  | ½  | ½  | 7½   |

### A mérkőzés játszmái
A mérkőzés összes játszmája megtalálható a Chessgames honlapján. A döntéssel végződött játszmák:
1. játszma Kaszparov–Short 1–0 39 lépés
Spanyol megnyitás, zárt változat ECO C84
1.e4 e5 2.Hf3 Hc6 3.Fb5 a6 4.Fa4 Hf6 5.O-O Fe7 6.Be1 b5 7.Fb3 O-O 8.a4 b4 9.d3 d6 10.a5 Fe6 11.Hbd2 Bb8 12.Fc4 Vc8 13.Hf1 Be8 14.He3 Hd4 15.Hxd4 exd4 16.Hd5 Hxd5 17.exd5 Fd7 18.Fd2 Ff6 19.Bxe8+ Fxe8 20.Ve2 Fb5 21.Be1 Fxc4 22.dxc4 h6 23.b3 c5 24.Ff4 Vd7 25.h3 Bd8 26.Ve4 h5 27.Be2 g6 28.Vf3 Fg7 29.Be4 Ff8 30.Ve2 Vc7 31.Fg5 Bc8 32.g4 hxg4 33.Ff6 gxh3 34.Vg4 Ba8 35.Vxh3 Fg7 36.Fxg7 Kxg7 37.Bh4 Bg8 38.Bh7+ Kf8 39.Vg4 Ke8 1-0
3. játszma Kaszparov–Short 1–0 59 lépés
Spanyol megnyitás, zárt változat ECO C84
1.e4 e5 2.Hf3 Hc6 3.Fb5 a6 4.Fa4 Hf6 5.O-O Fe7 6.Be1 b5 7.Fb3 O-O 8.a4 Fb7 9.d3 Be8 10.Hbd2 Ff8 11.c3 h6 12.Fa2 d6 13.Hh4 Vd7 14.Hg6 He7 15.Hxf8 Kxf8 16.f3 Bad8 17.b4 Hg6 18.Hb3 Fc8 19.Fb1 Hh5 20.axb5 axb5 21.Fe3 Hh4 22.Ba2 Be6 23.d4 Bg6 24.Kh1 Be8 25.dxe5 Bxe5 26.g4 Bf6 27.Fd4 Hg3+ 28.hxg3 Hxf3 29.Fxe5 Vxg4 30.Bh2 Hxe1 31.Vxe1 dxe5 32.Hd2 Bd6 33.Fc2 Fe6 34.Kg1 Kg8 35.Hf1 Vg5 36.Ve3 Vd8 37.Bd2 c6 38.Bxd6 Vxd6 39.Vc5 Vxc5+ 40.bxc5 h5 41.Hd2 Kf8 42.Kf2 Ke7 43.Fb3 Fd7 44.Hf3 Kf6 45.c4 bxc4 46.Fxc4 Fe6 47.Fe2 Fg4 48.Fd1 g6 49.Fa4 Fd7 50.He1 Ke6 51.Fb3+ Ke7 52.Hd3 f6 53.Hb4 f5 54.Fa4 fxe4 55.Fxc6 Fxc6 56.Hxc6+ Ke6 57.Ke3 g5 58.Kxe4 h4 59.gxh4 1-0
4. játszma Short–Kaszparov 0–1 40 lépés
Szicíliai védelem, Najdorf mérgezett gyalog változata ECO B97
1.e4 c5 2.Hf3 d6 3.d4 cxd4 4.Hxd4 Hf6 5.Hc3 a6 6.Fg5 e6 7.f4 Vb6 8.Vd2 Vxb2 9.Hb3 Va3 10.Fxf6 gxf6 11.Fe2 Hc6 12.O-O Fd7 13.Kh1 h5 14.Hd1 Bc8 15.He3 Vb4 16.c3 Vxe4 17.Fd3 Va4 18.Hc4 Bc7 19.Hb6 Va3 20.Bae1 He7 21.Hc4 Bxc4 22.Fxc4 h4 23.Fd3 f5 24.Fe2 Fg7 25.c4 h3 26.g3 d5 27.Ff3 dxc4 28.Be3 c3 29.Bxc3 Fxc3 30.Vxc3 O-O 31.Bg1 Bc8 32.Vf6 Fc6 33.Fxc6 Bxc6 34.g4 Hg6 35.gxf5 exf5 36.Vxf5 Vxa2 37.Vxh3 Vc2 38.f5 Bc3 39.Vg4 Bxb3 40.fxg6 Vc6+ 0-1
7. játszma Kaszparov–Short 1–0 36 lépés
Spanyol megnyitás, zárt változat ECO C84
1.e4 e5 2.Hf3 Hc6 3.Fb5 a6 4.Fa4 Hf6 5.O-O Fe7 6.Be1 b5 7.Fb3 O-O 8.a4 Fb7 9.d3 d6 10.Hbd2 Hd7 11.c3 Hc5 12.axb5 axb5 13.Bxa8 Fxa8 14.Fc2 Ff6 15.b4 He6 16.Hf1 Fb7 17.He3 g6 18.Fb3 Fg7 19.h4 Fc8 20.h5 Kh8 21.Hd5 g5 22.He3 Hf4 23.g3 Hxh5 24.Hf5 Fxf5 25.exf5 Vd7 26.Fxg5 h6 27.Hh4 Hf6 28.Fxf6 Fxf6 29.Vh5 Kh7 30.Hg2 He7 31.He3 Hg8 32.d4 exd4 33.cxd4 Fxd4 34.Hg4 Kg7 35.Hxh6 Ff6 36.Fxf7 1-0
9. játszma Kaszparov–Short 1–0 52 lépés
|    | |    |    |    |    |    |    |
|    | \| \| \| \| \| \| \| \| \| \| \| \| \| \| \| \| \| \| \| \| \| \| \| \| \| \| \| \| \| \| \| \| \| \| \| \| \| \| \| \| \| \| \| \| \| \| \| \| \| \| \| \| \| \| \| \| \| \| \| \| \| \| \| \| \| \| \| \| \| \| \| \| |    |    |    |    |    |    |
|    | |    |    |    |    |    |    |
| a8 | b8 | c8 | d8 | e8 | f8 | g8 | h8 |
| a7 | b7 | c7 | d7 | e7 | f7 | g7 | h7 |
| a6 | b6 | c6 | d6 | e6 | f6 | g6 | h6 |
| a5 | b5 | c5 | d5 | e5 | f5 | g5 | h5 |
| a4 | b4 | c4 | d4 | e4 | f4 | g4 | h4 |
| a3 | b3 | c3 | d3 | e3 | f3 | g3 | h3 |
| a2 | b2 | c2 | d2 | e2 | f2 | g2 | h2 |
| a1 | b1 | c1 | d1 | e1 | f1 | g1 | h1 |

| a8 | b8 | c8 | d8 | e8 | f8 | g8 | h8 |
| a7 | b7 | c7 | d7 | e7 | f7 | g7 | h7 |
| a6 | b6 | c6 | d6 | e6 | f6 | g6 | h6 |
| a5 | b5 | c5 | d5 | e5 | f5 | g5 | h5 |
| a4 | b4 | c4 | d4 | e4 | f4 | g4 | h4 |
| a3 | b3 | c3 | d3 | e3 | f3 | g3 | h3 |
| a2 | b2 | c2 | d2 | e2 | f2 | g2 | h2 |
| a1 | b1 | c1 | d1 | e1 | f1 | g1 | h1 |

Nimzoindiai védelem, Noa-változat ECO E34
1.d4 Hf6 2.c4 e6 3.Hc3 Fb4 4.Vc2 d5 5.cxd5 exd5 6.Fg5 h6 7.Fh4 c5 8.dxc5 g5 9.Fg3 He4 10.e3 Va5 11.Hge2 Ff5 12.Fe5 O-O 13.Hd4 Fg6 14.Hb3 Hxc3 (diagram) 15.Fxc3 Fxc2 16.Hxa5 Fxc3+ 17.bxc3 b6 18.Kd2 bxa5 19.Kxc2 Bc8 20.h4 Hd7 21.hxg5 Hxc5 22.gxh6 He4 23.c4 Hxf2 24.Bh4 f5 25.Bd4 dxc4 26.Fxc4+ Kh7 27.Bf1 Hg4 28.Kd2 Bab8 29.Bxf5 Bb2+ 30.Kd3 Bxg2 31.Fe6 Bc7 32.Bxa5 Hf2+ 33.Ke2 Bh2 34.Kf3 Hh1 35.Bd7+ Bxd7 36.Fxd7 Kxh6 37.Bxa7 Kg5 38.Ba5+ Kf6 39.Fc6 Bc2 40.Bf5+ Ke7 41.Fd5 Kd6 42.Bh5 Bd2 43.Bxh1 Bxd5 44.a4 Ba5 45.Ba1 Ke5 46.e4 Ke6 47.Ke3 Kd6 48.Kd4 Kd7 49.Kc4 Kc6 50.Kb4 Be5 51.Bc1+ Kb6 52.Bc4 1-0
15. játszma Kaszparov–Short 1–0 39 lépés
Elhárított vezércsel, pozíciós változat ECO D35
1.d4 d5 2.c4 e6 3.Hc3 Hf6 4.cxd5 exd5 5.Fg5 Fe7 6.e3 O-O 7.Fd3 Hbd7 8.Hge2 Be8 9.O-O Hf8 10.b4 a6 11.a3 c6 12.Vc2 g6 13.f3 He6 14.Fh4 Hh5 15.Fxe7 Bxe7 16.Vd2 b6 17.Bad1 Fb7 18.Fb1 Hhg7 19.e4 Bc8 20.Fa2 Bd7 21.Hf4 Hxf4 22.Vxf4 He6 23.Ve5 Be7 24.Vg3 Vc7 25.Vh4 Hg7 26.Bc1 Vd8 27.Bfd1 Bcc7 28.Ha4 dxe4 29.fxe4 Ve8 30.Hc3 Bcd7 31.Vf2 He6 32.e5 c5 33.bxc5 bxc5 34.d5 Hd4 35.He4 Vd8 36.Hf6+ Kg7 37.Hxd7 Bxd7 38.Bxc5 He6 39.Bcc1 1-0
16. játszma Short–Kaszparov 1–0 38 lépés
Szicíliai védelem, Fischer–Szozin-támadás ECO B87
1.e4 c5 2.Hf3 d6 3.d4 cxd4 4.Hxd4 Hf6 5.Hc3 a6 6.Fc4 e6 7.Fb3 b5 8.O-O Fe7 9.Vf3 Vc7 10.Vg3 Hc6 11.Hxc6 Vxc6 12.Be1 Fb7 13.a3 Bd8 14.f3 O-O 15.Fh6 He8 16.Kh1 Kh8 17.Fg5 Fxg5 18.Vxg5 Hf6 19.Bad1 Bd7 20.Bd3 Bfd8 21.Bed1 Vc5 22.Ve3 Kg8 23.Kg1 Kf8 24.Vf2 Fa8 25.He2 g6 26.Hd4 Ve5 27.Be1 g5 28.c3 Kg7 29.Fc2 Bg8 30.Hb3 Kf8 31.Bd4 Ke7 32.a4 h5 33.axb5 axb5 34.Bb4 h4 35.Hd4 g4 36.Bxb5 d5 37.Vxh4 Vh5 38.Hf5+ 1-0